# 3872 Akirafujii
Akirafujii (asteróide 3872) é um asteróide da cintura principal com um diâmetro de 15,16 quilómetros, a 2,1085422 UA. Possui uma excentricidade de 0,2068022 e um período orbital de 1 583,04 dias (4,34 anos).
Akirafujii tem uma velocidade orbital média de 18,26805601 km/s e uma inclinação de 13,03643º.
Este asteróide foi descoberto em 12 de Janeiro de 1983 por Brian Skiff.